# Yekdāngī
Yekdāngī (persiska: یکدانگی, Yekdangī) är en ort i Iran.   Den ligger i provinsen Kermanshah, i den nordvästra delen av landet, 400 km väster om huvudstaden Teheran. Yekdāngī ligger 1 286 meter över havet och antalet invånare är 242.
Terrängen runt Yekdāngī är varierad. Runt Yekdāngī är det ganska tätbefolkat, med 185 invånare per kvadratkilometer. Närmaste större samhälle är Harsīn, 16,4 km sydost om Yekdāngī. Trakten runt Yekdāngī består till största delen av jordbruksmark.